# Adriana Martín Lázaro
Adriana Martín Lázaro es una arquera española nacida en Madrid el 12 de abril de 1996. Comenzó a tirar en el año 2007, con 11 años.
Consiguió el primer puesto, ganando la medalla de oro, en el Campeonato de Europa Junior de Rumanía en 2016. Ha participado en los Juegos Olímpicos de Río de Janeiro 2016.
Participó en los Juegos Olímpicos de Río de Janeiro 2016 junto con sus compañeros, Miguel Alvariño, Antonio Fernández, Juan Ignacio Rodríguez